# ديار آل مسهاك (تريم)
'

تعديل مصدري - تعديل

ديار ال مسهاك هي إحدى قرى عزلة تريم بمديرية تريم التابعة لمحافظة حضرموت، بلغ تعداد سكانها 51 نسمة حسب تعداد اليمن لعام 2004.